# 청풍호로
청풍호로(Cheongpungho-ro)는 충청북도 제천시 영천동에서 제천시 수산면을 잇는 162.2km 도로이다.

## 주요 경유지
충청북도
- 제천시 (영서동 . 화산동 . 금성면 . 청풍면 . 수산면)

## 노선
| 이름                         | 접속 노선                     | 소재지        | 소재지        | 비고                                            |
| 동산로와 직결                | 동산로와 직결                 | 동산로와 직결 | 동산로와 직결 | 동산로와 직결                                   |
| ---------------------------- | ----------------------------- | ------------- | ------------- | ----------------------------------------------- |
| 남당 교차로                  | 내토로                        | 제천시        | 영서동        | 국가지원지방도 제82호선구간 시점                |
| 영천지하차도                 |                               | 제천시        | 영서동        | 국가지원지방도 제82호선구간                     |
| 사천교                       |                               | 제천시        | 화산동        | 국가지원지방도 제82호선구간                     |
| 명지초등학교입구 교차로      | 청풍호로10길 강명길           | 제천시        | 화산동        | 국가지원지방도 제82호선구간                     |
| 명지 교차로                  | 국도 제5호선 (북부로)         | 제천시        | 화산동        | 국가지원지방도 제82호선구간                     |
| 양화사거리                   | 청풍호로24길 적성로           | 제천시        | 금성면        | 국가지원지방도 제82호선구간                     |
| (교차로 이름 미상) 양화교    | 양월로                        | 제천시        | 금성면        | 국가지원지방도 제82호선구간                     |
| (교차로 이름 미상) 양화2교   | 양월로                        | 제천시        | 금성면        | 국가지원지방도 제82호선구간                     |
| 남제천나늘목 (남제천 사거리) | 40호선 평택제천고속도로       | 제천시        | 금성면        | 국가지원지방도 제82호선구간                     |
| 월림1교                      |                               | 제천시        | 금성면        | 국가지원지방도 제82호선구간                     |
| (교차로 이름 미상) 월림2교   | 양월로                        | 제천시        | 금성면        | 국가지원지방도 제82호선구간 상행만 진입가능     |
| 월림3교                      |                               | 제천시        | 금성면        | 국가지원지방도 제82호선구간                     |
| 구룡 교차로                  | 지방도 제532호선 (호반로)     | 제천시        | 금성면        | 지방도 제532호선, 국가지원지방도 제82호선과중복 |
| 높은다리교                   |                               | 제천시        | 금성면        | 지방도 제532호선, 국가지원지방도 제82호선과중복 |
| (이름없음)                   | 지방도 제532호선 (학현소야로) | 제천시        | 금성면        | 지방도 제532호선, 국가지원지방도 제82호선과중복 |
| 청풍대교                     |                               | 제천시        | 청풍면        | 국가지원지방도 제82호선구간                     |
| 갓고개                       |                               | 제천시        | 청풍면        | 국가지원지방도 제82호선구간                     |
| 수산사거리                   | 국도 제36호선 (월악로)        | 제천시        | 수산면        | 종점                                            |

## 주요 시설및 건물
- CU 제천영천점 (청풍호로 51/영천동 1425)
- GS칼텍스 신도시 주유소 (청풍호로 76/영천동 1833)
- 강저지구대 (청풍호로 79/영천동 2173)
- CU 제천청풍로점 (청풍호로 96/강제동 829)
- HD현대오일뱅크 유광 광제톨게이트 주유소 (청풍호로 130/강제동 900)
- CU 제천강저대로점 (청풍호로 149/강제동 547-3)
- S-OIL 서교주유소 (청풍호로 153/강제동 547)
- SK에너지 두꺼비주유소 (청풍호로 347/산곡동 163-1)
- GS칼텍스 우리LPG충전소 (청풍호로 360/산곡동 177-4)
- GS25 남제천IC점 (청풍호로 366/산곡동 177-7)
- HD현대오일뱅크 금성주유소 (청풍호로 831/위림리 121-6)
- 금성보건지소 (청풍호로 1002/구룡리 272-16)
- 세븐일레븐 제천청풍점 (청풍호로 1020/구룡리 466-45)
- 남제천마트 (청풍호로 1026/구룡리 466-48)
- HD현대오일뱅크 낙원주유소 (청풍호로 1226/월굴리 76-3)
- 금월봉휴게소 (청풍호로 1316/월굴리 134-42)
- 청풍호반벚꽃길 (청풍호로 2048/물태리 산 6-20)
- 이마트24 제천청풍대로점 (청풍호로 2095/물태리 133-1)
- 청풍우체국 (청풍호로 2113/물태리 133-4)
- 청풍면 행정복지센터 (청풍호로 2115/물태리 133)
- 청풍의용소방대 (청풍호로 2132/물태리 133-11)
- 농협 하나로마트 남제천농협 청풍지점 (청풍호로 2159/물태리 133-113)
- 농협 남제천농협 청풍지소 (청풍호로 청풍호로 2159/물태리 133-113)
- GS칼텍스 청풍주유소 (청풍호로 2173/물태리 144-10)
- 청풍초등학교 (청풍호로 2194/물태리 144-3)
- 청풍중학교 (청풍호로 2194/물태리 144-3)
- SK에너지 오티주유소 (청풍호로 3035/오티리 618-7)